# Harold Lloyd Jenkins
Harold Lloyd Jenkins, conegut artísticament com a Conway Twitty, (Friars Point, Mississipi, 1 de setembre de 1933 — Springfield, Missouri, 5 de juny de 1993) va ser un dels artistes de més èxit de la música country als Estats Units durant el segle xx. Va desenvolupar la major part de la seva trajectòria professional com a cantant de country, tot i que també va tenir èxit amb el rock and roll, R&B i la música pop. Fins a l'any 2000 va ostentar el rècord de més números u en les llistes de senzills de country (45).

## Discografia
- 1958 Conway Twitty Sings
- 1959 Saturday Night with Conway Twitty
- 1960 Lonely Blue Boy
- 1961 The Conway Twitty Touch
- 1961 The Rock & Roll Story
- 1962 Portrait of a Fool and Others
- 1964 Hit the Road
- 1965 Conway Twitty Sings
- 1965 It's Only Make Believe
- 1966 Look into My Teardrops
- 1968 Here's Conway Twitty and His Lonely Blue Boys
- 1968 Next in Line
- 1969 Darling, You Know I Wouldn't Lie
- 1969 I Love You More Today
- 1969 You Can't Take Country Out of Conway
- 1970 Hello Darlin'
- 1970 To See My Angel Cry/That's When She Started To Stop Loving You
- 1971 How Much More Can She Stand
- 1971 I Wonder What She'll Think About Me Leaving
- 1971 Lead Me On
- 1971 We Only Make Believe
- 1972 Conway Twitty Sings the Blues
- 1972 Conway Twitty
- 1972 I Can't See Me without You
- 1972 Shake It Up
- 1973 Clinging to a Saving Hand
- 1973 I Can't Stop Loving You/(Lost Her Love) On Our Last Date
- 1973 She Needs Someone to Hold Her
- 1973 Steal Away
- 1973 Who Will Pray for Me
- 1973 You've Never Been This Far Before
- 1974 Country Partners
- 1974 Honky Tonk Angel
- 1974 I'm Not Through Loving You Yet
- 1974 Never Ending Song of Love
- 1975 Feelins'
- 1975 High Priest of Country Music
- 1975 Linda on My Mind
- 1975 Star Spangled Songs
- 1975 This Time I've Hurt Her More
- 1976 Now and Then
- 1976 Twitty
- 1976 United Talent
- 1977 Dynamic Duo
- 1977 I've Already Loved You in My Mind
- 1977 Play, Guitar Play
- 1978 Conway Twitty Country
- 1978 Conway
- 1978 Georgia Keeps Pulling On My Ring
- 1978 Honky Tonk Heroes
- 1979 Country Rock
- 1979 Cross Winds
- 1980 Diamond Duet
- 1980 Heart & Soul
- 1980 Rest Your Love on Me
- 1981 Mr. T
- 1981 Two's a Party
- 1982 Dream Maker
- 1982 Number Ones
- 1982 Southern Comfort
- 1983 Conway's #1 Classics, Vol. 2
- 1983 Lost in the Feeling
- 1983 Merry Twismas
- 1984 By Heart
- 1984 Conway Twitty & Loretta Lynn
- 1985 Chasin' Rainbows
- 1985 Don't Call Him a Cowboy
- 1986 A Night with Conway Twitty
- 1986 Fallin' for You for Years
- 1987 Borderline
- 1988 Making Believe
- 1988 Still in Your Dreams
- 1989 House on Old Lonesome Road
- 1990 Crazy in Love
- 1991 #1's, Vol. 2
- 1991 #1's, Vol. 1
- 1991 Even Now
- 1992 Country Gospel Greats
- 1993 Final Touches
- 1995 Sings Songs of Love
- 1996 Crazy Dreams
- 2002 Road That I Walk